# Блаженик
Блаженик (укр. Блаженик) — село в Турийской поселковой общине Ковельского района Волынской области Украины.
До 2020 года входило в Турийский район.
Код КОАТУУ — 0725583102. Население по переписи 2001 года составляет 148 человек. Почтовый индекс — 44840. Телефонный код — 3363. Занимает площадь 0,763 км².